# رمانة
رمانة هي قرية فلسطينية تطل على سهل اللجون شمال غربي مدينة جنين وعلى مسافة 17 كم عنها، بارتفاع يصل إلى 180م عن مستوى سطح البحر. وفقًا للجهاز المركزي للإحصاء الفلسطيني ، بلغ عدد سكان البلدة 3,372 نسمة في منتصف عام 2006.

## تاريخها
عثُر فيها على صهاريج محفورة في الصخر وبئر. كما وصف دوفين المكان بأنه قرية قديمة على منحدر تل، مع آثار بقايا قديمة، بما في ذلك الكهوف المنحوتة في الصخر.

### الفترة العثمانية
تم دمج رمانة، مثل بقية فلسطين، في الإمبراطورية العثمانية في عام 1517. خلال القرنين السادس عشر والسابع عشر، كانت تابعة لإمارة تراباي (1517-1683)، والتي شملت أيضًا مرج ابن عامر، وحيفا، وجنين، وشمال جبل نابلس ، وبلاد الروحة ، والجزء الشمالي من سهل الشارون. في تعداد عام 1596 كانت القرية تقع في ناحية سارة في لواء اللجون، وكان عدد سكانها 12 أسرة، كلها مسلمة.
كان أهل القرية يدفعون معدل ضريبة ثابت بنسبة 25% على المنتجات الزراعية، بما في ذلك القمح والشعير والمحاصيل الصيفية وأشجار الزيتون والماعز وخلايا النحل، بالإضافة إلى الإيرادات العرضية، بإجمالي 9000 آقجة.
قام الملازم الهولندي فان دير فيلدي بزيارة المنطقة في عامي 1851 و1852، وأشار إلى أن المبشرين الاسكتلنديين عثروا في عام 1839 على العديد من الآبار القديمة وبقايا أثرية أخرى في المنطقة. كما وصف القرية (التي تسمى روموني ) بأنها صغيرة، وحددها بحداد ريمون القديمة. كما قام المستكشف الفرنسي فيكتور جورين بزيارة القرية في عامي 1863 و1870، ووصفها بأنها تقلصت إلى "عشرين مسكنًا بائسًا". ولم يلاحظ أي أثر للعصور القديمة، باستثناء بعض الصهاريج في الصخر وبئر عاملة. واتفق جورين على أن القرية كانت حداد ريمون، لكنه اختلف مع تأكيد جيروم بأن حداد ريمون كانت هي نفسها ماكسيميانوبوليس. في عام 1870/1871 أدرجت القرية في ناحية شفا الغربي في إحصاء عثماني.
في مسح فلسطين الغربية الذي أجرته مؤسسة أبحاث فلسطين عام 1882، تم وصف القرية (التي تسمى رمانة ) على النحو التالي:
"قرية صغيرة من الطين والحجارة، بالقرب من سفح التلال، مع الآبار إلى الغرب والزيتون في الأسفل. يبدو أن هذه القرية تشير إلى موقع ماكسيميانوبوليس، وهي بلدة تبعد 20 ميلاً رومانيًا عن قيصرية و10 أميال عن زرعين، وكان الاسم القديم لماكسيميانوبوليس، وفقًا لجيروم، "حداد ريمون".

### عصر الانتداب البريطاني
في تعداد فلسطين الذي أجرته سلطات الانتداب البريطاني عام 1922، بلغ عدد سكان الرمانة 548 نسمة، جميعهم مسلمون وارتفع في تعداد عام 1931 إلى 644 نسمة، جميعهم مسلمون أيضًا، في 151 منزلًا.
في إحصاءات عام 1945 ، بلغ عدد سكان رمانة، بما في ذلك خربة سليم 880 مسلماً  بينما بلغت المساحة الإجمالية للأرض 21676 دونماً، وذلك وفقاً لمسح رسمي للأراضي والسكان. من هذه المساحة، تم تخصيص 2876 دونمًا للمزارع والأراضي المروية، و10507 دونمًا للحبوب،  بينما تم تصنيف 27 دونمًا كمناطق مبنية.

### العصر الأردني
في أعقاب نكبة 1948 واتفاقيات الهدنة عام 1949، أصبحت الرمانة تحت الحكم الأردني. وجد تعداد السكان الأردني لعام 1961 أن عدد السكان بلغ 1214 نسمة.

### ما بعد عام 1967
منذ حرب الأيام الستة عام 1967، أصبحت قرية رمانة تحت الاحتلال الإسرائيلي. في 31 ديسمبر 2016، اقتحم جنود الاحتلال الإسرائيلي القرية وبدأوا بإطلاق قنابل الصوت على السكان، مما أدى إلى اندلاع اشتباكات بينهم وبين سكان القرية.

## سبب التسمية
يعود سبب تسميتها بهذا الاسم إلى  أشجار الزيتون الرومية القديمة المعمرة التي تضرب جذورها في الأرض منذ آلاف السنين وإلى تلك الاثار الرومية المتواجدة في القرية من معاصر الزيت، ومعاصر العنب، والقبور القديمة، والابار التي يعود وجودها إلى تلك الحقبة الزمنية الرومانية.

## التركيبة السكانية
يعود أصل بعض سكان القرية إلى يعبد، وكفر راعي، ودير الغصون ، بينما هاجر آخرون من مصر، وبعض السكان هم من البدو من منطقة جبل طابور.

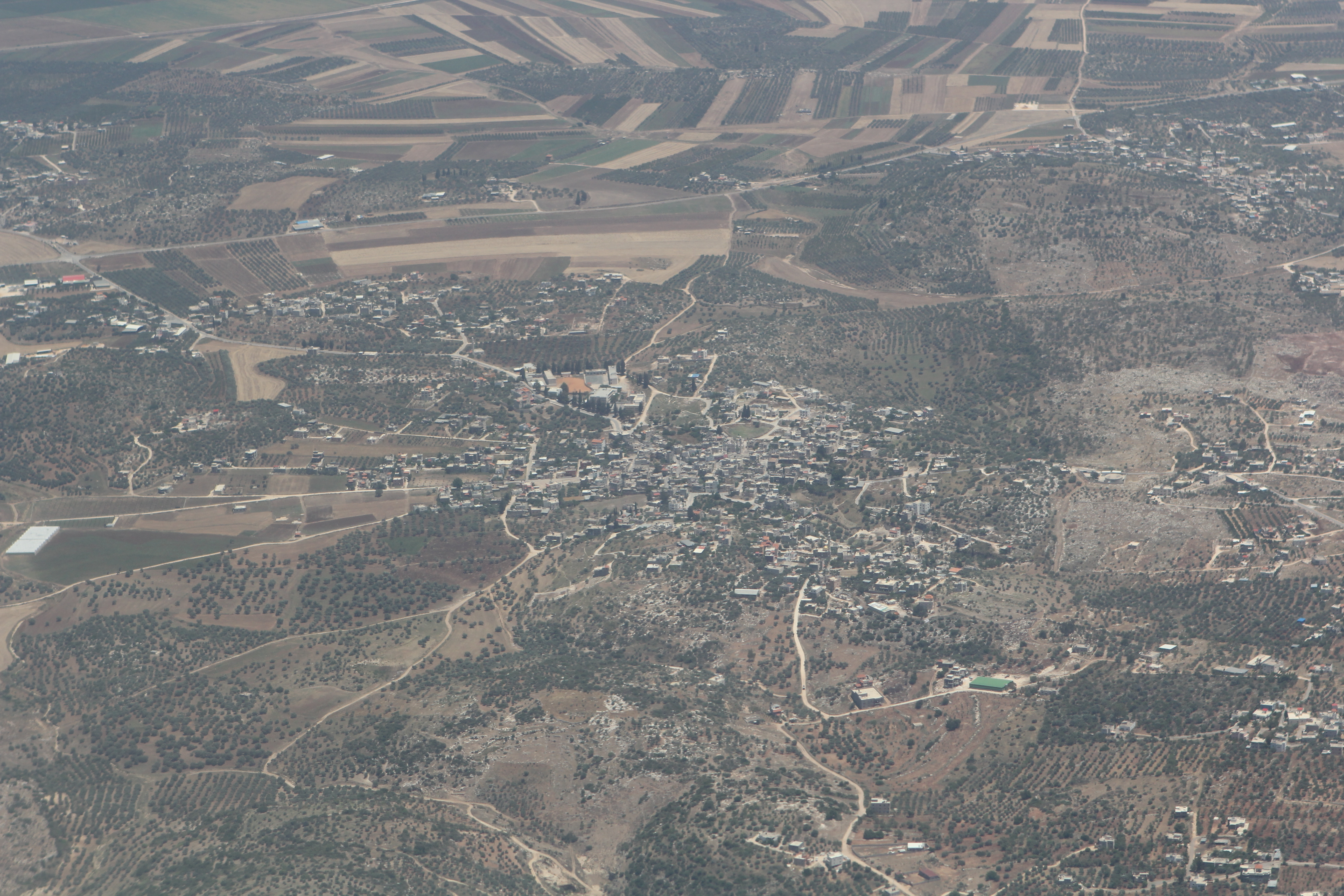
صورة جوية لقرية رمانة في محافظة جنين